# Brian Rast
Brian Rast (* 8. November 1981 in Denver, Colorado) ist ein professioneller US-amerikanischer Pokerspieler.
Rast hat sich mit Poker bei Live-Turnieren knapp 25,5 Millionen US-Dollar erspielt. Er ist sechsfacher Braceletgewinner der World Series of Poker, bei der er dreimal die Poker Player’s Championship gewann, und siegte 2015 beim Super High Roller Bowl. Der Amerikaner wurde 2019 als einer der 50 besten Spieler der Pokergeschichte genannt und ist seit 2023 Mitglied der Poker Hall of Fame.

## Persönliches
Rast schloss die High School in Poway als Jahrgangsbester ab und studierte später an der Stanford University. Im Jahr 2004 machte er eine Europareise und besuchte Frankreich, England, Italien, Spanien und Zypern sowie die Olympischen Sommerspiele in Athen. Rast ist verheiratet und Vater eines Sohnes. Er lebt in Las Vegas.

## Pokerkarriere

### Werdegang
Rast sah im Jahr 2003 den Film Rounders von John Dahl, der ihn zum Pokern inspirierte. Er kaufte sich einige Bücher und begann in Casinos sowie Ende des Jahres 2006 unter dem Nickname tsarrast bei den Onlinepokerräumen Full Tilt Poker und PokerStars um Echtgeld zu spielen. Zudem spielte er als kwistzhadrach bei UltimateBet. Seine Turniergewinne beim Onlinepoker liegen bei knapp 800.000 US-Dollar. Nachdem der Amerikaner in einem Sommer mehr als 20.000 US-Dollar verdient hatte, ließ er sein Studium schleifen und konzentrierte sich auf seine Pokerkarriere.
Im Juli 2005 nahm Rast erstmals an der World Series of Poker (WSOP) im Rio All-Suite Hotel and Casino am Las Vegas Strip teil und belegte bei einem Turnier mit 1000 US-Dollar Buy-in den 79. Platz. Bei der WSOP 2011 gewann er ein Turnier in der Variante Pot Limit Hold’em und damit sein erstes Bracelet sowie ein Preisgeld in Höhe von 227.000 US-Dollar. Knapp einen Monat später setzte er sich bei der renommierten Poker Player’s Championship durch und sicherte sich sein zweites Bracelet sowie mehr als 1,7 Millionen US-Dollar. Im Juli 2012 spielte der Amerikaner beim Big One for One Drop der World Series of Poker, das einen Buy-in von einer Million US-Dollar erforderte. Er belegte den sechsten Platz von 48 Teilnehmern und erhielt dafür 1,6 Millionen US-Dollar. Anfang Juli 2015 nahm er am Super High Roller Bowl im Aria Resort & Casino am Las Vegas Strip mit einem Buy-in von 500.000 US-Dollar teil. Er setzte sich gegen 42 andere Spieler durch und sicherte sich eine Siegprämie von mehr als 7,5 Millionen US-Dollar. Von April bis Dezember 2016 spielte Rast als Teil der Berlin Bears in der Global Poker League und erreichte mit seinem Team das Finale. Bei der WSOP 2016 gewann er erneut die Poker Player’s Championship und erhielt sein drittes Bracelet sowie den Hauptpreis von knapp 1,3 Millionen US-Dollar. Der Amerikaner ist Stammgast bei Pokerturnieren im Aria Resort & Casino, von denen er bisher sechs gewann und sich mit über 12,5 Millionen US-Dollar das fünftmeiste Preisgeld aller Spieler sicherte. Bei der WSOP 2018 sicherte sich Rast mit dem Gewinn der No-Limit 2-7 Lowball Draw Championship sein viertes Bracelet sowie eine Siegprämie von rund 260.000 US-Dollar. Im Rahmen der 50. Austragung der World Series of Poker wurde er im Juni 2019 als einer der 50 besten Spieler der Pokergeschichte genannt. Bei der WSOP 2021 gewann der Amerikaner ein Event in No-Limit Hold’em mit einer Siegprämie von rund 475.000 US-Dollar und erhielt sein fünftes Bracelet. Bei der WSOP 2022, die erstmals im Bally’s Las Vegas und Paris Las Vegas ausgespielt wurde, erreichte er drei Finaltische und sicherte sich Preisgelder von knapp 800.000 US-Dollar. Bei der WSOP 2023 entschied er zum dritten Mal die Poker Player’s Championship für sich, womit er neben Michael Mizrachi zum Rekordsieger dieses Turniers wurde. Rast setzte sich gegen ein 99-köpfiges Teilnehmerfeld durch und erhielt sein sechstes Bracelet sowie über 1,3 Millionen US-Dollar. Mitte Juli 2023 wurde er in die Poker Hall of Fame aufgenommen.

### Preisgeldübersicht
| Jahr   | Preisgeld (in $) | Turniersiege |
| ------ | ---------------- | ------------ |
| 2005   | 3.290            | 0            |
| 2006   | 77.085           | 1            |
| 2007   | 101.230          | 0            |
| 2008   | 124.433          | 0            |
| 2009   | 332.940          | 0            |
| 2010   | 108.093          | 0            |
| 2011   | 1.955.613        | 2            |
| 2012   | 1.855.662        | 0            |
| 2013   | 1.244.403        | 1            |
| 2014   | 1.891.878        | 1            |
| 2015   | 8.618.663        | 2            |
| 2016   | 2.832.102        | 2            |
| 2017   | 1.563.334        | 3            |
| 2018   | 853.705          | 1            |
| 2019   | 0                | 0            |
| 2020   | 105.800          | 0            |
| 2021   | 632.772          | 1            |
| 2022   | 1.232.378        | 0            |
| 2023   | 1.940.814        | 1            |
| gesamt | 25.474.195       | 15           |

### Braceletübersicht

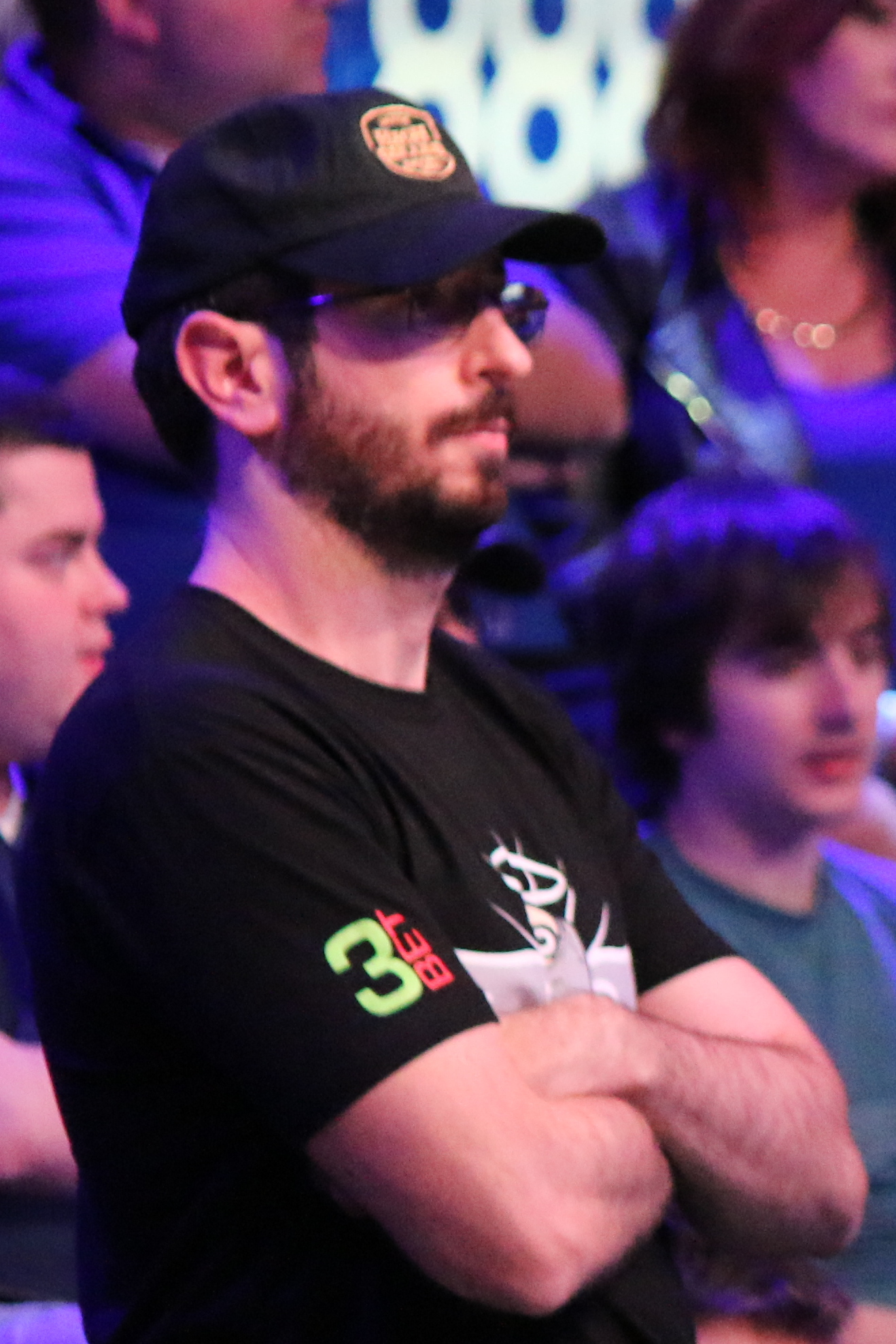
Rast bei der WSOP 2015

Rast kam bei der WSOP 68-mal ins Geld und gewann sechs Bracelets:
| Jahr | Buy-in (in $) | Turnier                                | Teilnehmer | Preisgeld (in $) |
| ---- | ------------- | -------------------------------------- | ---------- | ---------------- |
| 2011 | 01.500        | Pot Limit Hold’em                      | 765        | 0.227.232        |
| 2011 | 50.000        | The Poker Player’s Championship        | 128        | 1.720.328        |
| 2016 | 50.000        | The Poker Player’s Championship        | 091        | 1.296.097        |
| 2018 | 10.000        | No-Limit 2-7 Lowball Draw Championship | 095        | 0.259.670        |
| 2021 | 03.000        | 6-Handed No-Limit Hold’em              | 997        | 0.474.102        |
| 2023 | 50.000        | The Poker Player’s Championship        | 099        | 1.324.747        |